# Snowboard-Juniorenweltmeisterschaften 2007
Die 11. FIS Snowboard-Juniorenweltmeisterschaften fand vom 11. bis zum 13. April 2007 in Bad Gastein statt. Ausgetragen wurden Wettkämpfe im Parallelslalom, Parallel-Riesenslalom, Snowboardcross und Big Air.

## Medaillenspiegel
| Platz | Land               | Gold | Silber | Bronze | Gesamt |
| ----- | ------------------ | ---- | ------ | ------ | ------ |
| 1     | Norwegen           | 3    | -      | 1      | 4      |
| 2     | Österreich         | 1    | 2      | 1      | 4      |
| 3     | Russland           | 1    | 1      | 1      | 3      |
| 4     | Kanada             | 1    | 1      | 0      | 2      |
| 4     | Schweiz            | 1    | 1      | -      | 2      |
| 6     | Deutschland        | 1    | -      | -      | 1      |
| 7     | Bulgarien          | -    | 2      | -      | 2      |
| 8     | Vereinigte Staaten | -    | 1      | 1      | 2      |
| 9     | Polen              | -    | -      | 1      | 1      |
| 9     | Schweden           | -    | -      | 1      | 1      |
| 9     | Australien         | -    | -      | 1      | 1      |
| 9     | Japan              | -    | -      | 1      | 1      |
|       | Gesamt             | 8    | 8      | 8      | 24     |

## Ergebnisse Frauen

### Parallelslalom
| Platz | Land        | Sportlerin              |
| ----- | ----------- | ----------------------- |
| 1     | Österreich  | Julia Dujmovits         |
| 2     | Russland    | Jekaterina Tudegeschewa |
| 3     | Russland    | Jekaterina Iljuchina    |
| 4     | Slowenien   | Gloria Kotnik           |
| 5     | Österreich  | Ina Meschik             |
| 6     | Bulgarien   | Alexandra Schekowa      |
| 7     | Deutschland | Rosa Czipf              |
| 8     | Russland    | Inna Besova             |

Datum: 13. April 2007

Es waren 48 Teilnehmerinnen am Start.

Weitere Teilnehmerinnen aus deutschsprachigen Ländern:

 Ivonne Schütz: 9. Platz

 Marzia Di Bella: 10. Platz

 Melanie Moderegger: 34. Platz

### Parallel-Riesenslalom
| Platz | Land               | Sportlerin              |
| ----- | ------------------ | ----------------------- |
| 1     | Russland           | Jekaterina Tudegeschewa |
| 2     | Bulgarien          | Alexandra Schekowa      |
| 3     | Polen              | Karolina Sztokfisz      |
| 4     | Deutschland        | Rosa Czipf              |
| 5     | Österreich         | Julia Dujmovits         |
| 6     | Russland           | Jekaterina Iljuchina    |
| 7     | Slowenien          | Gloria Kotnik           |
| 8     | Vereinigte Staaten | Madeline Wiencke        |

Datum: 12. April 2007

Es waren 49 Teilnehmerinnen am Start.

Weitere Teilnehmerinnen aus deutschsprachigen Ländern:

 Ina Meschik: 9. Platz

 Marzia Di Bella: 20. Platz

 Nicole Zechner: 22. Platz

 Ivonne Schütz: 31. Platz

 Viktoria Siebenhofer: 40. Platz

### Snowboardcross
| Platz | Land               | Sportlerin              |
| ----- | ------------------ | ----------------------- |
| 1     | Norwegen           | Helene Olafsen          |
| 2     | Bulgarien          | Alexandra Schekowa      |
| 3     | Vereinigte Staaten | Brooke Shaw             |
| 4     | Schweiz            | Émilie Aubry            |
| 5     | Kanada             | Sarah Hunter            |
| 6     | Frankreich         | Océane Pozzo            |
| 7     | Schweiz            | Ziggy Cowan             |
| 8     | Vereinigte Staaten | Callan Chythlook-Sifsof |

Datum: 11. April 2007

Es waren 56 Teilnehmerinnen am Start.

Weitere Teilnehmerinnen aus deutschsprachigen Ländern:

 Simone Meiler: 9. Platz

 Tanja Besancet: 13. Platz

 Susanne Moll: 14. Platz

 Julia Dujmovits: 21. Platz

 Corinna Färbinger: 24. Platz

 Eva Lindbichler: 27. Platz

 Pia Meusburger: 29. Platz

 Melanie Moderegger: 32. Platz

### Big Air
| Platz | Land               | Sportlerin             |
| ----- | ------------------ | ---------------------- |
| 1     | Schweiz            | Sina Candrian          |
| 2     | Vereinigte Staaten | Jordan Karlinski       |
| 3     | Schweden           | Atti Holst             |
| 4     | Finnland           | Enni Rukajärvi         |
| 5     | Spanien            | Queralt Castellet      |
| 6     | Norwegen           | Linn Haug              |
| 7     | Frankreich         | Anne Sophie Pellissier |
| 8     | Slowenien          | Cilka Sadar            |

Datum: 13. April 2007

Es waren 17 Teilnehmerinnen am Start.

Weitere Teilnehmerinnen aus deutschsprachigen Ländern:

 Nadja Purtschert: 10. Platz

 Pia Meusburger: 11. Platz

 Émilie Aubry: 12. Platz

 Eva Lindbichler: 15. Platz

## Ergebnisse Männer

### Parallel-Slalom
| Platz | Land        | Sportler             |
| ----- | ----------- | -------------------- |
| 1     | Kanada      | Matthew Morison      |
| 2     | Österreich  | Daniel Leitenstorfer |
| 3     | Österreich  | Markus Schairerg     |
| 4     | Österreich  | Lukas Mathies        |
| 5     | Japan       | Yūki Nofuji          |
| 6     | Schweiz     | David van Wijnkoop   |
| 7     | Russland    | Andrei Sobolew       |
| 8     | Deutschland | Alexander Bergmann   |
| 9     | Österreich  | Richard Natter       |
| 10    | Italien     | Christoph Mick       |

Datum: 13. April 2007

Es waren 62 Teilnehmer am Start.

Weitere Teilnehmer aus deutschsprachigen Ländern:

 Stefan Weber: 11. Platz

 Mario Ziegler: 14. Platz

 Johann Stefaner: 17. Platz

 Markus Strecha: 24. Platz

 Reto Schmidlin: 28. Platz

 Corsin Heim: 32. Platz

 Christian Kasper: 35. Platz

 Maximilian Stark: disqualifiziert

 Maximilian Hafner: disqualifiziert

 Michael Hofer: disqualifiziert

### Parallel-Riesenslalom
| Platz | Land        | Sportler             |
| ----- | ----------- | -------------------- |
| 1     | Deutschland | Alexander Bergmann   |
| 2     | Kanada      | Matthew Morison      |
| 3     | Japan       | Yūki Nofuji          |
| 4     | Österreich  | Daniel Leitenstorfer |
| 5     | Österreich  | Markus Schairer      |
| 6     | Slowenien   | Domen Janc           |
| 7     | Russland    | Andrei Sobolew       |
| 8     | Slowenien   | Jure Hafner          |
| 9     | Kanada      | Cody Ratclife        |
| 10    | Schweiz     | Stefan Weber         |

Datum: 12. April 2007

Es waren 66 Teilnehmer am Start.

Weitere Teilnehmer aus deutschsprachigen Ländern:

 Maximilian Hafner: 11. Platz

 Hanno Douschan: 12. Platz

 Alexander Payer: 14. Platz

 Lukas Mathies: 15. Platz

 Corsin Heim: 20. Platz

 David van Wijnkoop: 27. Platz

 Mario Ziegler: 29. Platz

 Richard Natter: 30. Platz

 Reto Schmidlin: 35. Platz

 Christian Kasper: 49. Platz

 Maximilian Stark: 52. Platz

 Markus Strecha: disqualifiziert

### Snowboardcross
| Platz | Land        | Sportler         |
| ----- | ----------- | ---------------- |
| 1     | Norwegen    | Stian Sivertzen  |
| 2     | Österreich  | Markus Schairer  |
| 3     | Australien  | Alex Pullin      |
| 4     | Deutschland | Maximilian Stark |
| 5     | Frankreich  | Kevin Strucl     |
| 6     | Frankreich  | Leo Trespeuch    |
| 7     | Kanada      | Jake Holden      |
| 8     | Frankreich  | Pierre Vaultier  |

Datum: 11. April 2007

Es waren 89 Teilnehmer am Start.

Weitere Teilnehmer aus deutschsprachigen Ländern:

 Renaldo Nicolussi-Castellan: 13. Platz

 Lukas Mathies: 15. Platz

 Thomas Feldmann: 24. Platz

 Johann Stefaner: 30. Platz

 Richard Natter: 42. Platz

 David Ziörjen: 48. Platz

 Sebastiano Robbiani-Branca: 51. Platz

 Konstantin Schad: 71. Platz

 Marvin James: 80. Platz

### Big Air
| Platz | Land        | Sportler         |
| ----- | ----------- | ---------------- |
| 1     | Norwegen    | Stian Aannestad  |
| 2     | Schweiz     | Thomas Franc     |
| 3     | Norwegen    | Kim-Rune Hansen  |
| 4     | Niederlande | David Mol        |
| 5     | Norwegen    | Even-Olav Brekke |
| 6     | Finnland    | Roni Rintala     |
| 7     | Schweden    | Andreas Gidlundh |
| 8     | Finnland    | Roope Tonteri    |
| 9     | Schweden    | Mattias Nyberg   |
| 10    | Finnland    | Tero Manninen    |

Datum: 11. April 2007

Es waren 60 Teilnehmer am Start.

Weitere Teilnehmer aus deutschsprachigen Ländern:

 Tobias Strauss: 12. Platz

 Cedric Schumacher: 15. Platz

 Michael Macho: 18. Platz

 Colin Frei: 22. Platz

 Christian Haller: 24. Platz

 Konstantin Schad: 25. Platz

 Fabian Fassnacht: 33. Platz

 Simon Heinrich: 35. Platz

 Benjamin Hopfgartner: 36. Platz

 Patrick Müller: 38. Platz

 Ethan Morgan: 39. Platz

 Simon Krall: 55. Platz

 Thomas Pribik: 57. Platz